# Christiane Vulpius
Johanna Christiana Sophie Vulpius (Christiana von Goethe; Weimar, 1 de junho de 1765 – Weimar, 6 de junho de 1816) foi a esposa de Johann Wolfgang von Goethe.

## Biografia
Christiane Vulpius passou a infância em Luthergasse, uma das partes mais antigas de Weimar. Seus ancestrais paternos foram acadêmicos por várias gerações. Por parte de mãe, ela veio de uma família de artesãos. Seu pai, Johann Friedrich Vulpius, que trabalhava como arquivista (ou seja, copista de arquivos) em Weimar, estudou direito por alguns semestres, mas depois abandonou a faculdade. Seu cargo era mal pago e a família vivia em circunstâncias difíceis com seis filhos. Seu pai sacrificou tudo para permitir que seu filho mais velho, Christian August, continuasse seus estudos; ele cresceria e se tornaria um escritor de novelas e peças históricas populares.
Depois que seu pai foi demitido do emprego, Vulpius foi forçado a trabalhar como empregada doméstica. Ela trabalhava em uma pequena oficina de limpeza de Weimar de propriedade de Caroline Bertuch, em uma casa de seu irmão Friedrich Justin Bertuch, um conhecido editor e patrono das artes. Vulpius não era um trabalhador regular, mas uma das "meninas ociosas da classe média" (unbeschäftigten Mädchen der mittleren Classen) empregadas lá.
Por meio de vários pedidos de ajuda, Goethe soube dos problemas da família. Em 13 de julho de 1788, ele conheceu o próprio Christiane Vulpius no Park an der Ilm, onde ela lhe entregou uma petição em nome de seu irmão Christian August. Goethe mais tarde defendeu várias vezes seu futuro cunhado.
Naquele verão, Goethe e Vulpius começaram um caso de amor apaixonado. A felicidade deles inspirou Goethe a escrever seus poemas alegres e eróticos, começando com as Elegias Romanas - que refletem não apenas a viagem italiana de Goethe de 1786 a 1788, mas também sua relação com Vulpius - e terminando com o poema "Found" ("Uma vez para floresta eu fui sozinho ... ").
Em 25 de dezembro de 1789, nasceu seu primeiro filho, Julius August Walther von Goethe. Quatro outras crianças se seguiram, todas morrendo ainda bebês: um filho - natimorto ou morrendo imediatamente após o nascimento - (14 de outubro de 1791); Caroline (nascida em 24 de novembro de 1793, falecida em 4 de dezembro de 1793, com 10 dias); Carl (nascido em 1 de novembro de 1795, falecido em 18 de novembro de 1795 com 17 dias); e Catharina (nascido e falecido em 18 de dezembro de 1802).
O casal solteiro enfrentou rejeição em muitas frentes. O tribunal de Weimar e a sociedade (especialmente Bettina von Arnim-Brentano) consideraram o relacionamento ilegítimo e impróprio. A certa altura, Goethe teve que deixar sua casa - conhecida como "Casa Frauenplan" (Haus am Frauenplan) - no centro de Weimar e se mudar temporariamente para a Jägerhaus na Marienstraße por causa do escândalo.
Em outubro de 1806, a vitória de Napoleão na Batalha de Jena e Auerstedt atingiu Weimar com força. Quando a cidade foi saqueada por soldados franceses, a Casa Frauenplan foi ameaçada. Vulpius se opôs corajosamente aos soldados invasores e foi capaz de impedir os saques até que Goethe recebesse proteção oficial do comandante francês. Poucos dias depois, em 19 de outubro de 1806, Goethe e Vulpius casaram-se finalmente, na sacristia da Jakobskirche.
Mesmo depois de seu casamento, Vulpius foi apenas relutantemente aceito pela sociedade de Weimar como "secretário de Goethe". Na tentativa de quebrar o gelo, Goethe pediu à rica viúva Johanna Schopenhauer (mãe do filósofo Arthur Schopenhauer) que oferecesse um convite oficial para o chá. Ela o fez com o seguinte comentário: "Se Goethe der seu nome a ela, suponho que podemos dar-lhe uma xícara de chá."
As cartas de Vulpius ao marido revelam seu bom senso, bem como certas lacunas em sua educação. Alegre, prática e enérgica, ela cuidava da extensa casa: tratava, por exemplo, de todos os assuntos patrimoniais após a morte da mãe de Goethe, Katharina Elisabeth Goethe, em Frankfurt am Main. Ela gostava de participar de reuniões sociais, danças e teatro em Weimar, bem como em outros locais, incluindo Bad Lauchstädt, onde a companhia de teatro de Weimar se apresentava durante o verão. Vulipus tinha um aguçado senso de estética, e Goethe às vezes confiava em seus conselhos. Ele afirmou que não poderia e não iria continuar o negócio do teatro em Bad Lauchstädt sem ela. O escultor da corte de Weimar Carl Gottlieb Weisser fez um busto de Vulpius durante 1811–12; uma cópia de bronze foi colocada no pavilhão do jardim de Bad Lauchstädt, projetada especialmente para exibi-la.
Com o avançar da idade, a saúde de Vulpius piorou. Como seu marido e seu filho, August, ela provavelmente consumia muito álcool. Em 1815 ela sofreu um derrame. No ano seguinte, ela desenvolveu insuficiência renal, acompanhada de dor aguda. Após uma semana de sofrimento, ela faleceu em 6 de junho de 1816, aos 51 anos. Goethe não falou em seu funeral, realizado no Jacobsfriedhof em Weimar. A esposa de Friedrich Schiller, Charlotte von Lengefeld, escreveu sobre Goethe após a morte de Vulpius: "O pobre homem chorou amargamente. Lamento que ele tenha derramado lágrimas sobre essas coisas." Seu túmulo, perdido por décadas, foi redescoberto em 1888 e marcado com uma lápide própria, na qual estavam inscritos os versos de despedida de Goethe: "Tu procuras, ó sol, em vão, /Para brilhar através das nuvens escuras!/Todo o ganho de minha vida/É chorar por sua perda."

## Descendentes
O único filho sobrevivente de Christiane Vulpius e Goethe, Julius August Walther von Goethe (1789-1830), tornou-se camareiro do Grão-duque de Saxe-Weimar. Ele se casou com Ottilie von Pogwisch (1796-1872), que era altamente talentosa. Mais tarde, ela cuidou de Goethe até que ele morreu em 1832. O casal teve três filhos: Walther Wolfgang Freiherr von Goethe (1818-1885), um compositor de operetas e canções; Wolfgang Maximilian Freiherr von Goethe (1820-1883), jurista e poeta; e Alma von Goethe (1827-1844).

## Legado
Até o início do século 20, Christiane Vulpius recebia pouca atenção. Ela foi lembrada principalmente por meio de muitos comentários depreciativos de seus contemporâneos. Então, em 1916, Hans Gerhard Gräf publicou a correspondência entre Vulpius e Goethe. Também em 1916, Etta Federn, escritora feminista austríaca, publicou a primeira biografia de Vulpius, fazendo uma abordagem psicológica de seu relacionamento com Goethe. Em 1949 Wolfgang Vulpius (tataraneto do irmão de Vulpius, Christian August Vulpius) escreveu outra biografia de Vulpius, reeditada em 1957. Mais detalhes sobre sua vida foram descobertos por Sigrid Damm em sua biografia de Vulpius publicada em 1997.